# 쳄 로멘고

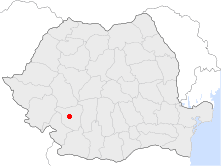
쳄 로멘고의 위치

쳄 로멘고(루마니아어: Cem Romengo)는 루마니아 안에 있는 로마인에 의한 상징적 자치국가 또는 마이크로네이션이며, 공식적으로는 황제를 중심으로 한 입헌군주제를 표방하고 있다. 부쿠레슈티에서 북서쪽으로 200km 거리에 있는 트르구지우 시에 있다. 국가원수는 율리안 러둘레스쿠이다.

## 법적 지위
1997년에 로마인 사회운동가인 율리안 러둘레스쿠가 스스로를 쳄 로멘고의 황제인 율리안 러둘레스쿠 1세로 선언했다. 이에 루마니아 정부는 쳄 로멘고의 존재가 루마니아의 주권과 통합을 파괴해서는 안 된다는 조항을 헌법에 넣었으나, 상징적인 자치 국가 수준에서 국가의 존재는 인정하고 제재 조치는 하지 않았다. 2002년의 통계자료에 따르면 쳄 로멘고의 인구는 104,596명이다.

## 참고 문헌
- 동유럽발칸학 (2005)